# Łęknica
Łęknica (Duits: Lugknitz) is een stad in het Poolse woiwodschap Lubusz, gelegen in de powiat Żarski. De oppervlakte bedraagt 16,4 km², het inwonertal 2648 (2005).
Op het grondgebied van de gemeente ligt een groot deel van het Park Mużakowski dat sinds 2004 op de lijst van werelderfgoed van UNESCO staat.

## Verkeer en vervoer
- Station Łęknica